# Rowocacing
Rowocacing is een bestuurslaag in het regentschap Pekalongan van de provincie Midden-Java, Indonesië. Rowocacing telt 1727 inwoners (volkstelling 2010).